# 樟脳と台湾
樟脳と台湾では、樟脳をめぐる台湾の歴史について記述する。
台湾において樟樹（クスノキ）栽培による製材や製脳は、清代台湾の重要な山林産業の一つであり、当初は主に生薬や防腐剤に使われたが、19世紀にセルロイド（人工象牙）の発見により、工業原料として台湾の独占的商品として、世界の注目を集めるようになった。

## 清国統治時代
1858年6月の天津条約によって台南・安平港や基隆港が欧州列強に開港される前には、イギリス商人ジャーディン・マセソン商会及びデント商会が、清国官吏と結託して台湾島内で産出される樟脳を輸出し、巨額の利益を得ていた。その後多くの西洋列強各国の商人が樟脳輸出に参加し、利益を独占していた。清国政府は、台湾の樟脳の輸出を官業独占とすることを二度試みたが、西洋列強各国（特にイギリス）の商人および各国領事の反対にあって果たせなかった。列強各国商人の独占的地位は確固たるものがあった。

## 外国商人独占から日本政府の専売へ
1895年 （明治28年）の下関条約に基づいて台湾が清朝から日本に割譲され、日本による台湾統治が開始されると、日本政府は樟脳に関する外国商人の独占的地位を駆逐することを目論んだ。1895年（明治28年）樟脳製造取締規則を定め、翌1896年（明治29年）樟脳税制を定めて一定の課税を課したが、外国商人からの抗議を受け、その目的を果たすことはできなかった。1899年（明治32年）6月、樟脳の専売制度を開始すべく、勅令第246号をもって台湾樟脳局官制を公布した。樟脳および樟脳油の収納、売渡、検査と製造に関する事務を掌理するため台北、新竹、苗栗、台中、林圯埔、羅東に樟脳局が設置された。ここにようやく樟脳商権は、外国商人独占から政府の独占に引きあげられた。しかしながら、この時点では輸出に関しては、輸出業者の競争入札により、イギリスのサミュエル・サミュエル商会一社のみが落札しており、専売実施後も樟脳輸出に関してはなお外国資本の独占に属した。（なお、樟脳局は、1901年（明治34年）6月に阿片専売の台湾総督府製薬所と塩専売の塩務局とともに総督府専売局に統合された。）1908年（明治41年）に総督府が、その販売方法を変更して直営として、三井物産に委託販売させたことにより、初めて樟脳商権は日本資本家に帰することになった。

## 樟脳と台湾財政

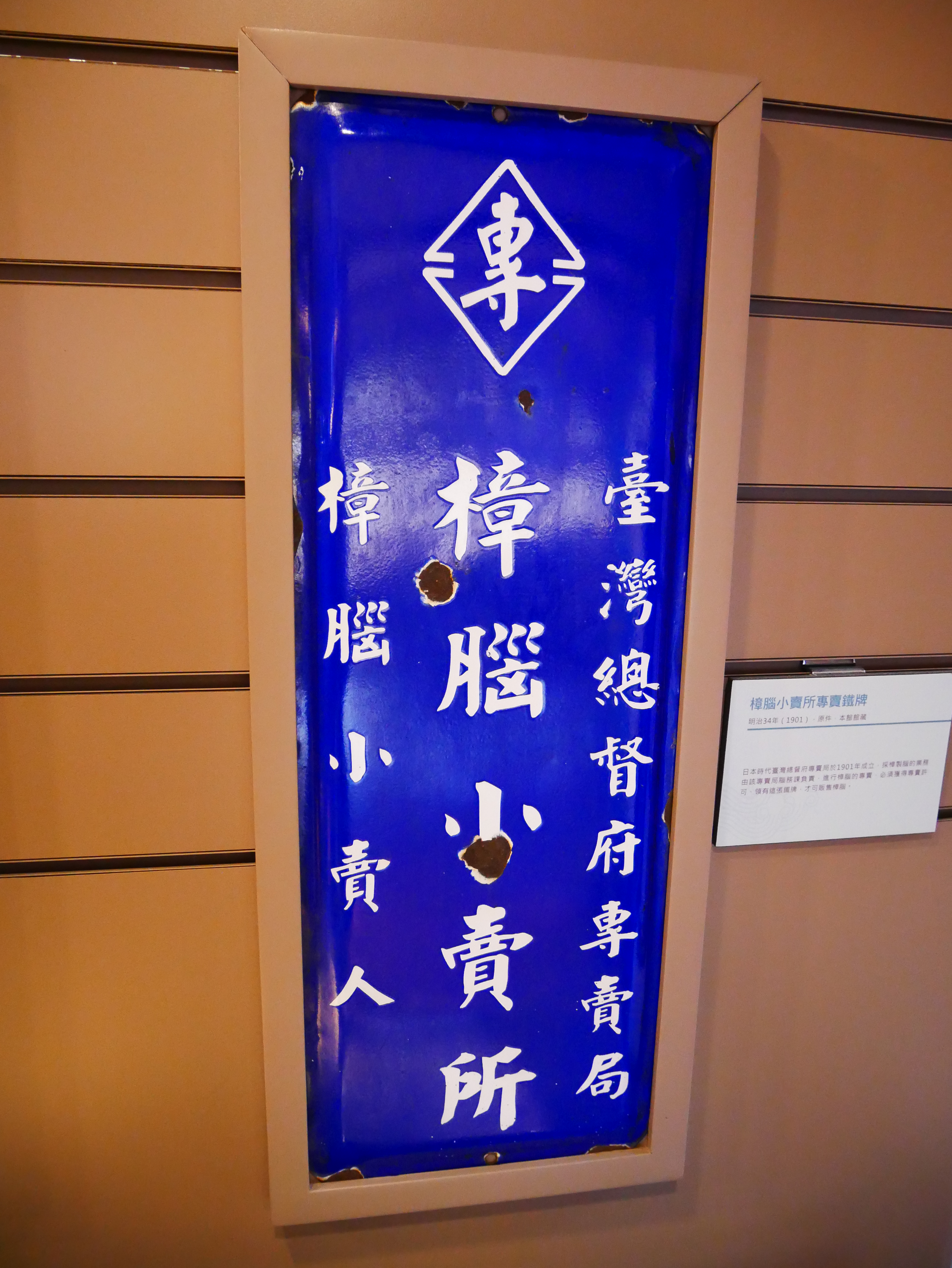
専売樟脳の販売所の看板

上記のとおり、樟脳は台湾の特産品となるだけでなく、台湾総督府の財政の健全化に大きな役割を果たしている。日本による台湾統治の初期において、台湾の財政は日本政府の巨額の国庫補助が必要であった。1896年（明治29年）の台湾総督府歳入965万円中日本政府の国庫補助は694万円をしめた。翌1897年（明治30年）の歳入1128万円中国庫補助は596万円を占めた。1898年度（明治31年度）からは、台湾特別会計による国庫補助が開始されている。このような中、台湾の財政的な自立が、台湾統治上の最大の眼目になっていた。1899年（明治32年）に塩とともに樟脳の専売制度が開始された。台湾財政の独立化が専売制度に負うところが大きい。翌1900年（明治33年）から10年間の間、樟脳専売の平均収入は385万円であり、台湾の経常歳入のおよそ19パーセントを占めて、総督府の財政の主たる財源となった。
なおこの時、樟脳を扱う多くの業者が専売制度に反対の意向を示したのに対し、金子直吉率いる鈴木商店が賛成に回り反対派の切り崩しを行ったことは有名。鈴木商店はこの功績により、樟脳の精製時に出る樟脳油の再製について台湾総督府との間で請負契約を結ぶことに成功し、後の総合商社化への基盤を固めることになる。

## 福建省の樟脳専売
樟脳と台湾の関係は、台湾島内にとどまらず、台湾の対岸地域とりわけ福建省の樟脳にも影響を及ぼした。 1901年（明治34年）、台湾名望家の林朝棟が清国の福建省当局から樟脳専売権を獲得しようとした。しかし林は、資金を集めることに困難を来たしたので、総督府に資金援助を求めた。当時の台湾総督児玉源太郎は、これを「天与の恵み」と考えた。福建省の樟脳独占専売による利益が得られるのみならず、台湾の樟脳原木資源の温存ができ、またそれにより樟木生産地である「蛮地」との緊張を緩和することができるからである。のみならず台湾の対岸である福建省を始め中国大陸南部における新たなコロニーの確保による日本の勢力拡大が期待されたからである。そこで総督府は、「三五公司」という表面上は日本と中国の合弁会社の形態をとるが、実際は国家的色彩の強い機関を設立した。その責任者として愛久澤直哉をあてた。まず、愛久澤は林に設備の弁償金として2万円を支払い、林を福建省樟脳専売事業より切り離した上で、新設された「官脳局」の技師となった。「官脳局」すなわち実質的には三五公司の樟脳の移出・輸出量は1907年（明治40年）には、約2700斤に上り、1901年の設立時のそれの17倍となり、ピークを迎えた。しかし、総督府による福建省の樟脳の専売は西洋列強各国の反発を招いた。清国政府にとっても「官脳局」は自己に何ら利益をもたらさない厄介者であったため、「官脳局」撤廃の要求が高まることになった。そのため1910年（明治43年）には三五公司による樟脳専売は中止された。

## 樟脳と佐久間総督による「理蕃」事業
樟脳の需要が増すに連れて、樟脳採取用のクスノキの良木が高山でしか手に入らなくなり、日本資本の製脳業者からは原木採取の要求が高まっていた。そこで、第5代台湾総督の佐久間左馬太は、山地に住む先住民族の軍事的制圧を行うことにした。当時先住民族は「蕃人」と呼ばれ、「隘勇線」の外側にあるものを「熟蕃」、「隘勇線」の内側にあるものを「生蕃」と呼んだ。「隘勇線」とは、先住民族の住む山地を砦と柵で包囲して閉じ込めるものであり、電話線を架設し、必要な地点には砲台の設備があり、高電圧鉄条網、地雷なども使用されていた。総督府は、「隘勇線」を圧縮して先住民族の生活圏を狭め、その武装抵抗を誘発した。「熟蕃」側も採脳により生活圏を荒らされていたので、反乱を起こした。1900年（明治33年）のタイヤル族の反乱、1902年（明治35年）のサイシャット族パアガサン社の反乱、1905年（明治38年）の大豹社の反乱である。
とりわけ1904年（明治37年）の鳳紗山方面の隘勇線圧縮作戦はクスノキを確保するために「生蕃」を高山に追い上げて食料を断ち、餓死を迫る残酷な作戦だった。1909年（明治42年）には、5カ年計画で軍隊を投入して総攻撃を行い、全島の隘勇線を圧縮して包囲網を狭めて「生蕃」を標高3000メートル級の高山が連なる台湾脊梁山系に追いあげ、かつ追いつめ、餓死か降伏かの択一を迫るという作戦を展開した。5年目の1914年（大正3年）には、脊梁山系の西側から台湾守備隊の兵力の大部分（3,108名）を投入し、東側から警察隊を投入し（3,127名）、最後の包囲圧縮を行い（太魯閣番の役）、5カ年計画を終了させた（同年8月19日）。